# Siri Hustvedt
Siri Hustvedt (Northfield, 19 de febrero de 1955) es una novelista, ensayista y poeta estadounidense de padres noruegos.

## Trayectoria
Realizó sus estudios de licenciatura en St. Olaf College (Historia) y su doctorado en la Universidad de Columbia (Inglés). Su tesis doctoral trata de la obra de Charles Dickens y se titula Figures of Dust. A Reading of “Our Mutual Friend”.
Hustvedt ha destacado principalmente como novelista, pero también ha publicado un libro de poesía, al igual que cuentos y ensayos interdisciplinarios en The Art of the Essay 1999, Best American Short Stories 1990 y 1991, The Paris Review, The Yale Review y la revista Modern Painters, entre otros.
En octubre de 2012, fue galardonada con el Premio Internacional Gabarrón de Pensamiento y Humanidades 2012, gracias a su labor investigadora y sus ideas sobre filosofía, neurociencia o psicología.
En 2014, recibió un doctorado honoris causa por la Universidad de Oslo. También ha sido nombrada doctora honoris causa por la Universidad Stendhal de Grenoble (Francia), el 20 de octubre de 2015 y por la Universidad de Maguncia de Mainz (Alemania), el 16 de junio de 2016.
En mayo de 2019 fue galardonada con el Premio Princesa de Asturias de las Letras 2019, por toda una obra sustentada en el feminismo, el arte y la ciencia.

## Vida personal
Vive en Brooklyn, Nueva York, donde ya vivía con su marido, el difunto novelista Paul Auster y la hija que tienen en común, la cantante Sophie Auster.
[cita requerida]

## Obra

### Ficción
- The Blindfold (Los ojos vendados) (1992)
- The Enchantment of Lily Dahl (El hechizo de Lily Dahl) (1996)
- What I Loved (Todo cuanto amé) (2003)
- The Sorrows of an American (Elegía para un americano) (2009)
- The Summer Without Men (El verano sin hombres) (2011)
- The Blazing World (El mundo deslumbrante) (2014)
- Memories of the Future (Recuerdos del futuro) (2019)

### Poesía
- Reading to You (1983) / Leer para ti (Bartleby Editores, Madrid, 2007)

### Ensayo
- Yonder (En lontananza) (1998)
- Mysteries of the Rectangle: Essays on Painting (Los misterios del rectángulo) (2005)
- A Plea for Eros (Una súplica para Eros) (2005)
- The Shaking Woman or A History of My Nerves (La mujer temblorosa o la historia de mis nervios) (2009)
- Living, Thinking, Looking (Vivir, pensar, mirar) (2012)
- A Woman Looking at Men Looking at women (La mujer que mira a los hombres que miran a las mujeres) (2016)
- The Delusions of Certainty  (Los espejismos de la certeza: Reflexiones sobre la relación entre el cuerpo y la mente) (2017)
- Mothers, Fathers, and Others (Madres, padres y demás: Apuntes sobre mi familia real y literaria) (2021)